# Joseph Bradford
Pour les articles homonymes, voir Bradford.
Ne doit pas être confondu avec Joe Bradford.
Joseph Bradford, de son vrai nom William Randolph Hunter, né le 24 octobre 1843 à Nashville dans le Tennessee et mort le 13 avril 1886 à Boston dans le Massachusetts, est un dramaturge américain.

## Œuvres
- New German (1872)
- Law in New York (1873)
- Twenty Thousand Leagues Under the Sea (1874)
- The Conditional Pardon (1875)
- Fritz's Brother (1875)
- Out of Bondage (1876)
- In and Out of Bondage (1877)
- Our Bachelors (1877)
- A.A. 1900 (1879)
- John Mishler (1882)
- One of the Finest (1883)
- A Wonderful Woman (1883)
- Cherubs (1885)
- Rose and Coe (1886)